# Лужков мост
Лужко́в мост (официальное название Третьяко́вский мост) — один из пешеходных мостов через Водоотводный канал. Соединяет Болотную площадь с Кадашёвской набережной. Со стороны Болотной площади мост выходит к памятнику И. Е. Репину, с противоположной стороны — к Лаврушинскому переулку.

## Название
Мост появился в те годы, когда Москвой управлял мэр Юрий Лужков, однако официальная версия связывает название нового моста с Царицыным лугом — так когда-то называлась та местность, где сейчас расположена Болотная площадь.
Мост является составной частью архитектурно-художественного ансамбля Государственной Третьяковской галереи, вследствие чего он официально (в соответствии с титулом ГБУ «Гормост») называется «Третьяковским».
Еще одно название этого моста — «Поцелуев мост».

## Конструкция
Мост открыт в середине 1994 года (инженер А. О. Хомский, архитекторы Т. В. Астафьев, Г. И. Копанс) и выглядит как однопролётная арка. Работы выполнены по проекту ОАО «Институт Гипростроймост». Конструкция моста представляет собой балочное пролётное строение переменного сечения из высокопрочной стали.
Дизайн малых форм, осветительной арматуры, а также рисунок ограды с медальонами, выполненные на исторические сюжеты по эскизам скульптора Зураба Церетели, по мнению проектировщиков, «отвечают традиционному московскому стилю».

## Мост любви
На Лужковом мосту в апреле 2007 года появилось первое в Москве «дерево любви» — металлическая скульптура предназначенная специально для того, чтобы на неё влюблённые люди вешали замки «на счастье». Через полгода добавили ещё два дерева, так как на первом место быстро кончилось; в дальнейшем деревья добавлялись регулярно. По состоянию на конец 2011 г. имеется 7 деревьев на мосту и 15 рядом с его оконечностью на Болотной набережной.